# یشیل‌لی
یشیل‌لی (به ترکی استانبولی: Yeşilli) شهری است در کشور ترکیه که در استان ماردین واقع شده‌است. جمعیت این شهر بر اساس سرشماری سال ۲۰۰۸ میلادی ۱۵٬۵۳۳ نفر و بر اساس برآوردهای سال ۲۰۰۹ میلادی ۱۶٬۵۲۱ نفر می‌باشد.